# Mylène Chavas
Mylène Chavas (Sainte-Colombe-sur-Gand, 7 januari 1998) is een voetbalspeelster uit Frankrijk. Ze speelt als doelverdediger voor Paris FC in de Division 1.

## Clubcarrière
Chavas begon met voetballen bij ES Trèfle, een amateurclub uit Saint-Étienne. In 2012 voegde ze zich in de jeugdopleiding van AS Saint-Étienne. Op zeventienjarige leeftijd maakte ze voor deze club haar debuut in de Division 1 op de laatste speeldag van het seizoen 2014/15 tegen AF Rodez. Chavas was vanaf het seizoen 2016/17 de eerste keus onder de lat bij de club. Na degradatie bleef zij de club trouw, waarna in het daaropvolgende seizoen overstapte naar Dijon FCO. Pas in het seizoen 2020/21 groeide ze uit eerste keus onder de lat. In 2021 besloot om haar contract niet te verlengen en de overstap te maken naar FC Girondins de Bordeaux. Een van haar eerste wedstrijden bij de club was een Champions League wedstrijd tegen VfL Wolfsburg waarin ze in de rust Anna Moorhouse verving.
In de zomer van 2023 tekende Chavas een contract bij Real Madrid, waar ze de vervanger was van de gestopte Méline Gérard. Na twee jaar, waarin ze tot negen optredens kwam voor de club uit de Spaanse hoofdstad, verliet
Chavas Real Madrid. Diezelfde maand keerde ze terug naar haar geboorteland waar ze een contract tekende bij Paris FC.

## Statistieken
| Seizoen | Club                  | Land      | Competitie       | Wedstrijden | Doelpunten |
| ------- | --------------------- | --------- | ---------------- | ----------- | ---------- |
| 2016/17 | AS Saint-Étienne      | Frankrijk | Division 1       | 1           | 0          |
| 2019/20 | Dijon FCO             | Frankrijk | Division 1       | 5           | 0          |
| 2020/21 | Dijon FCO             | Frankrijk | Division 1       | 21          | 0          |
| 2021/22 | Girondins de Bordeaux | Frankrijk | Division 1       | 14          | 0          |
| 2022/23 | Girondins de Bordeaux | Frankrijk | Division 1       | 19          | 0          |
| 2023/24 | Real Madrid           | Spanje    | Primera División | 5           | 0          |
| 2024/25 | Real Madrid           | Spanje    | Primera División | 4           | 0          |
| Totaal  | Totaal                | Totaal    | Totaal           | 69          | 0          |

Laatste update: 14 juni 2025

## Interlandcarrière
Chavas werd in mei 2022 opgenomen in de selectie van Frankrijk voor het EK 2022. Ze maakte haar debuut op 25 juni 2022 in een 4-0 vriendschappelijke wedstrijd tegen Kameroen.
- Gemeinsame Normdatei: 1297355024
- Virtual International Authority File: 6012169084861590310000